# Popůvky (okres Třebíč)
Obec Popůvky (česky do roku 1918 Popůvka; německy Popuwka, Popuwek) se nachází v okrese Třebíč v Kraji Vysočina, v blízkosti vodní nádrže Dalešice. Žije zde 68 obyvatel. Obec Popůvky leží 6 km na jih od města Náměšť nad Oslavou a 18 km jihovýchodně od Třebíče. K obci také náleží osada Sedlecký Dvůr.
Sousedními obcemi sídla jsou Stropešín, Hartvíkovice, Kladeruby nad Oslavou, Sedlec, Dalešice a Kramolín.

## Název
Vesnice se původně jmenovala Popovice. Bylo na ni přeneseno původní označení jejích obyvatel popovici – "lidé náležející popovi" (pop bylo ve staré češtině označení pro nižšího kněze či kněze obecně). Protože existovalo i osobní jméno Pop, není jisté, že označení obyvatel a vsi se odvinulo od poddanství církvi. Od 14. století doklady ukazují střídavě zdrobnělinu Popovičky a Popůvky, v 19. a počátkem 20. století též Popůvka.

## Vybavenost obce
Občanskou vybavenost tvoří rozvod elektřiny, vodovodu, plynu, telefonu, bezdrátového připojení na internet, knihovna a prodejna smíšeného zboží. 1,5 km od obce je vybudováno vodní dílo – Dalešická přehrada, vyhledávána k rybaření a rekreaci. Nově funguje výletní lodní doprava.

## Geografie
Ze západu na východ vede přes území obce silnice z Hartvíkovic přes osady Sedlecký Dvůr a Sedlecká myslivna do Kladerub nad Oslavou. Přes východní část území obce vede ze severu na jih silnice podél vojenského letiště Náměšť ze Sedlce do Kramolína. Ze západu na východ vede přes území obce cyklostezka 5108, přes území obce vede také červená turistická stezka. Těsně za severním okraje území obce a částečně i na území obce se nachází Letiště Náměšť.
Velká část území obce je využívána zemědělsky, zvláště severní část území obce ležící u letiště Náměšť, jižní část území obce nad svahem údolí řeky Jihlavy je zalesněna. Na severním okraji území obce se nachází ČOV a pila Sedlec. 
Několik desítek metrů severně od okraje území obce nedaleko zastavěného území Hartvíkovic pramení potok Březina, ten pak teče dále jižně a tvoří západní hranici území obce a po cca 1 km toku ústí do Dalešické přehrady. Na severním okraji zastavěného území obce pramení Popůvecký potok, ten pak teče jižně přes zastavěné území obce, jižně od zastavěného území obce se do něj vlévá nepojmenovaný potok a Popůvecký potok pak dále teče jižně a po asi 1 km ústí do Dalešické přehrady. Část jihovýchodní hranice území obce je tvořena nepojmenovaným potokem, který se také vlévá do Dalešické přehrady. U osady Sedlecký Dvůr pramení potok Kotlík, ten pak teče dál na východ a po asi 2 km toku ústí do Oslavy. Na okraji areálu letiště na východním okraji území obce pramení potok Bližná, ten pak teče východně a vlévá se po cca 1 km do potoka Kotlík. U silnice na jižním okraji území obce se nachází rybník Opolí. Jižní hranice území obce je tvořeno řekou Jihlavou resp. jí tvořenou Dalešickou přehradou. Jižně od zastavěného území obce se nachází na přehradě i tzv. Popůvská zátoka. 
Území obce je relativně ploché, zvláště severní část přiléhající k letišti je plochá, nadmořská výška obce se pohybuje od 380 do cca 460 metrů nad mořem, 380 metrů dosahuje u hladiny vodní nádrže Dalešice, 460 nedaleko silnice na západním okraji území obce. 
Zastavěné území obce se nachází při severním okraji území, na východním okraji území obce se nachází osada Sedlecký Dvůr, těsně za hranicemi pak i osada Sedlecká myslivna. Východně od zastavěného území obce se u silnice nachází samota.

## Historie

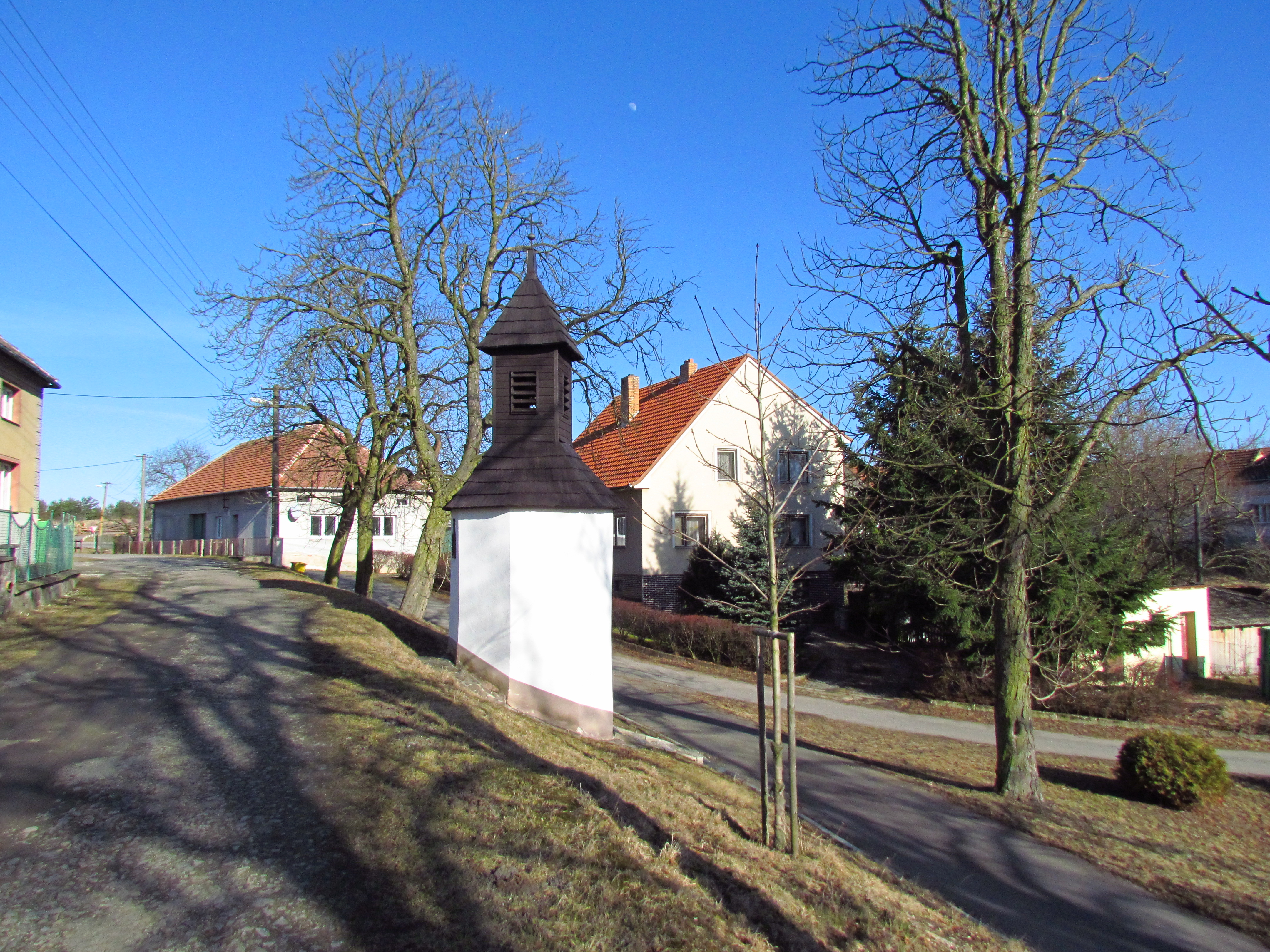
Kaplička

První osídlení Popůvek lze předpokládat již v paleolitu a mladším neolitu. Toto tvrzení dokládají nálezy Františka a Milana Vokáče v blízkosti osady Sedlecký Dvůr v nedaleké trati „Na Díle“ a „Beranovo“. Početný archeologický soubor byl shromážděn místními obyvateli Vladimírou Žákovou a Marcelem Lengyelem v letech 2009–2012. Jejich nálezy – povrchové sběry – dokazují pravěké osídlení Popůvek, které bylo bohatší, než se dosud předpokládalo. Nejpočetnější složkou jejich sběrů byla štípaná kamenná industrie z rohovce z prostoru Krumlovského lesa vzdáleného od lokality 23 km. V rámci kolekce z Popůvek bylo nejvíce nalezených nástrojů, hlavně různé typy škrabadel. Povrchovými sběry v okolí Popůvek byla posunuta hranice bohatého pravěkého osídlení v Českomoravské vrchovině. Byly zde prokázány komponenty z mladého a pozdního paleolitu a mladého neolitu.
První písemné zmínky o založení vesnice Popovice, dnes Popůvky, se datují do 1. poloviny 12. století benediktinským klášterem v Třebíči. V držení kláštera byly Popovice až do roku 1304, kdy byly hordami Kumánů vypáleny a zcela zničeny. Do roku 1371 byla vesnice nově zřízena, osazena a dostala jméno Popůvky, získal ji Náhrad z Ervíkovic (Hartvíkovic), postupně majetky ve vsi rozšiřoval. V tu dobu se připomíná i Jilvín z Hartvíkovic nebo jeho bratr Ondřej z Popůvek. V roce 1492 zakoupil od Jilvína majetky v Hartvíkovicích a Popůvkách Dobeš z Čechtína, ten však ihned právo nakládat s tímto majetkem předal Zikmundovi a Markvardovi z Mírova, ti pak v roce 1556 svoji část Hartvíkovic a Popůvek prodali pánům z Náměště.
Roku 1556 připadla k náměšťskému panství, s nímž sdílela stejné osudy až do zrušení poddanství roku 1848. Roku 1567 dostal věnem část náměšťského panství, do něhož patřily i Popůvky, Bedřich ze Žerotína. V roce 1753 se svolením císařovny Marie Terezie připadlo náměšťské panství hrabatům Haugvicům.
V roce 2012 obec získala právo používat vlajku a znak.
Do roku 1849 patřily Popůvky do náměšťského panství, od roku 1850 patřily do okresu Moravský Krumlov, pak od roku 1868 do okresu Třebíč, mezi lety 1949–1960 do okresu Velká Bíteš a od roku 1960 do okresu Třebíč. Mezi lety 1850 a 1919 patřily Popůvky pod Sedlec a mezi lety 1976 a 1990 byla obec začleněna pod Hartvíkovice, následně se obec osamostatnila.
| Rok            | 1869 | 1880 | 1890 | 1900 | 1910 | 1921 | 1930 | 1950 | 1961 | 1970 | 1980 | 1991 | 2001 |
| Počet obyvatel | 185  | 212  | 198  | 196  | 221  | 204  | 199  | 186  | 178  | 173  | 154  | 126  | 91   |

## Politika
V letech 1994–2010 působil jako starosta Josef Melkes, od roku 2010 do roku 2014 tuto funkci zastával Milan Krajčovič, od roku 2014 vykonávala funkci starostky Marcela Rousková. Od roku 2022 je starostou Martin Šigut.

### Volby do Poslanecké sněmovny
|       | 2006              | 2010              | 2013              | 2017              | 2021              |
| ----- | ----------------- | ----------------- | ----------------- | ----------------- | ----------------- |
| 1.    | ČSSD (61,7 %)     | ČSSD (36,17 %)    | KSČM (45,65 %)    | KSČM (28,84 %)    | ANO (29,54 %)     |
| 2.    | KSČM (14,89 %)    | KDU-ČSL (21,27 %) | ČSSD (19,56 %)    | ANO (23,07 %)     | KSČM (22,72 %)    |
| 3.    | KDU-ČSL (14,89 %) | KSČM (14,89 %)    | KDU-ČSL (13,04 %) | KDU-ČSL (13,46 %) | SPOLU (18,18 %)   |
| účast | 69,12 % (47 z 68) | 66,20 % (47 z 71) | 63,01 % (46 z 73) | 73,24 % (52 z 71) | 73,33 % (44 z 60) |

### Volby do krajského zastupitelstva
|      | 1.                | 2.                          | 3.                    | účast             |
| ---- | ----------------- | --------------------------- | --------------------- | ----------------- |
| 2000 | 4KOALICE (38,7 %) | KSČM (35,48 %)              | SV (16,12 %)          | 38,75 % (31 z 80) |
| 2004 | ČSSD (32 %)       | KDU-ČSL (28 %)              | KSČM (20 %)           | 32,89 % (25 z 76) |
| 2008 | ČSSD (40 %)       | KDU-ČSL (25,71 %)           | KSČM (20 %)           | 50,7 % (36 z 71)  |
| 2012 | KDU-ČSL (34,37 %) | ČSSD (28,12 %)              | KSČM (18,75 %)        | 48,53 % (33 z 68) |
| 2016 | KSČM (37,03 %)    | ANO 2011 (22,22 %)          | STAN+SNK ED (11,11 %) | 40,3 % (27 z 67)  |
| 2020 | KSČM (33,33 %)    | Piráti (22,22 %)            | ANO (22,22 %)         | 31,03 % (18 z 58) |
| 2024 | ANO (47,36 %)     | SPD+Trikolora+PRO (10,52 %) | Piráti (10,52 %)      | 38,18 % (21 z 55) |

### Prezidentské volby
V prvním kole prezidentských voleb v roce 2013 první místo obsadil Jan Fischer (10 hlasů), druhé místo obsadil Miloš Zeman (10 hlasů) a třetí místo obsadil Zuzana Roithová (6 hlasů). Volební účast byla 62,12 %, tj. 41 ze 66 oprávněných voličů. V druhém kole prezidentských voleb v roce 2013 první místo obsadil Miloš Zeman (29 hlasů) a druhé místo obsadil Karel Schwarzenberg (13 hlasů). Volební účast byla 64,62 %, tj. 42 ze 65 oprávněných voličů.
V prvním kole prezidentských voleb v roce 2018 první místo obsadil Miloš Zeman (29 hlasů), druhé místo obsadil Pavel Fischer (6 hlasů) a třetí místo obsadil Jiří Drahoš (5 hlasů). Volební účast byla 69,12 %, tj. 47 ze 68 oprávněných voličů. V druhém kole prezidentských voleb v roce 2018 první místo obsadil Miloš Zeman (37 hlasů) a druhé místo obsadil Jiří Drahoš (13 hlasů). Volební účast byla 70,42 %, tj. 50 ze 71 oprávněných voličů.
V prvním kole prezidentských voleb v roce 2023 první místo obsadil Andrej Babiš (20 hlasů), druhé místo obsadil Petr Pavel (10 hlasů) a třetí místo obsadila Danuše Nerudová (8 hlasů). Volební účast byla 68,33 %, tj. 41 ze 60 oprávněných voličů. V druhém kole prezidentských voleb v roce 2023 první místo obsadil Andrej Babiš (23 hlasů) a druhé místo obsadil Petr Pavel (20 hlasů). Volební účast byla 71,67 %, tj. 43 ze 60 oprávněných voličů.

## Památky
Nejvýznamnější památkou je místní kaple z roku 1800. Je osmihranného půdorysu, omítnuta bílou vápennou omítkou se šindelovou střechou a dubovou vstupní brankou. V roce 2009 byla nově opatřena elektrickým zvoněním.
Další památkou je křížový kámen z roku 1610 s nápisem anno boj.

## Osobnosti
- Josef Zahradníček (* 1957), poslanec Parlamentu ČR, starosta Studence